# Lecane eswari
Lecane eswari is een raderdiertjessoort uit de familie Lecanidae. De wetenschappelijke naam van deze soort is voor het eerst geldig gepubliceerd in 1976 door Dhanapathi.